# Type (Unix)
Pour les articles homonymes, voir Type.
type est une commande POSIX qui permet de savoir comment le système interprète telle ou telle commande.

## Exemples
```
$ type test
test is a shell builtin
$ type cp
cp is /bin/cp
$ type unknown
-bash: type: unknown: not found
$ type type
type is a shell builtin
$ type -a gzip
gzip is /opt/local/bin/gzip
gzip is /usr/bin/gzip
```